# War for the Planet of the Apes
War for the Planet of the Apes is een Amerikaanse sciencefictionfilm uit 2017. De film werd geregisseerd door Matt Reeves. De film is de derde in de reboot-trilogie die van start ging met Rise of the Planet of the Apes uit 2011. De film is het vervolg op Dawn of the Planet of the Apes uit 2014 en behandelt de oorlog tussen de mensen die de Simian flu hebben overleefd en de intelligente apen onder leiding van Caesar.

## Verhaal
Twee jaar na de gebeurtenissen in Dawn of the Planet of the Apes maakt het leger onder leiding van kolonel McCullough (Woody Harrelson) jacht op Caesar (Andy Serkis) en de overige apen die leven in de bossen rond San Francisco. Nadat Winter is overgelopen naar de mensenkant, vindt het leger de geheime verblijfplaats van de apen, waar ze in het holst van de nacht proberen Caesar om te brengen. Hun poging mislukt echter en ze vermoorden zijn vrouw en zoon.
Wanneer de apenkolonie besluit het bos te verlaten en hun heil ergens anders te zoeken, verlaat Caesar de groep om jacht te maken op de kolonel. Drie apen volgen Caesar om hem te helpen. Onderweg komen ze bij een stadje waar ze een meisje vinden dat niet kan praten.

## Rolverdeling
| Acteur            | Personage          |
| ----------------- | ------------------ |
| Andy Serkis       | Caesar             |
| Max Lloyd-Jones   | Blue Eyes          |
| Terry Notary      | Rocket             |
| Karin Konoval     | Maurice            |
| Judy Greer        | Cornelia           |
| Woody Harrelson   | Kolonel McCullough |
| Gabriel Chavarria | Preacher           |
| Chad Rook         | Boyle              |
| Steve Zahn        | Bad Ape            |
| Amiah Miller      | Nova               |
| Aleks Paunovic    | Winter             |
| Sara Canning      | Lake               |

## Productie

### Ontwikkeling
Op 7 januari 2014 kondigde filmmaatschappij 20th Century Fox het derde deel in de Planet of the Apes-rebootserie aan en maakte het bedrijf bekend dat Matt Reeves zou terugkeren als regisseur en samen met Mark Bomback instond voor het scenario van de film. In mei 2015 werd de titel van de film bekendgemaakt.

### Opnamen
De draaiwerkzaamheden begon op 14 oktober 2015 in de 'Lower Mainland' te Vancouver onder de werktitel Hidden Fortress.

### Trailer
Op 9 december 2016 gaf Fox de eerste trailer van de film vrij.

## Beoordelingen
War for the Planet of the Apes kreeg voornamelijk positieve recensies van de filmcritici. Vooral het acteerwerk (in het bijzonder van Andy Serkis), de regie en de complexe verhaallijn werden door hen geprezen.
Op de recensiewebsite Rotten Tomatoes haalde de film een beoordelingscijfer van 93%, gebaseerd op 266 recensies met een gemiddelde score van 8,1 uit 10. De beoordelingssamenvatting op de site luidt: "War for the Planet of the Apes combineert adembenemende special effects en een krachtige, aangrijpende verhaallijn om deze reboottrilogie op een krachtige (...) af te sluiten."
Recensiewebsite Metacritic komt uit op een score van 82 op een maximum van 100, gebaseerd op 50 recensies.

### Opbrengsten
War for the Planet of the Apes ging in première op 10 juli 2017 en bracht in zijn openingsweekend aan de kassa circa 102,5 miljoen dollar op, waarvan 57 miljoen in de Verenigde Staten. Internationaal werd de film begin juli 2017 uitgebracht in 47 landen, waaronder vier belangrijke filmmarkten, waar de film circa 46 miljoen dollar in het laatje bracht.
Met een productiebudget van 150 miljoen dollar bracht de film in eigen land 146,7 miljoen op en in andere landen 343,4 miljoen. Wereldwijd bracht de film in totaal dus ca. 490 miljoen op.
Ondanks de goede recensies, werd de film geen kassucces en de minst lucratieve in de reboot-trilogie. Een van de mogelijke oorzaken was volgens zakentijdschrift Forbes dat onder de bioscoopbezoekers de 'franchise-vermoeidheid' had toegeslagen, wat ook al gebeurde bij onder andere de recentste Pirates of the Caribbean- en Transformers-films. Een andere factor in de mindere opbrengsten van de film was het moment van verschijnen. De film kwam namelijk uit in het tweede weekend van de zeer succesvolle film Spider-Man: Homecoming en wist alleen in zijn eigen openingsweekend die film in kassaopbrengsten voorbij te streven.

## Prijzen en nominaties
De belangrijkste:
| Jaar | Prijs / Festival | Categorie              | Genomineerde(n)        | Resultaat   |
| ---- | ---------------- | ---------------------- | ---------------------- | ----------- |
| 2018 | Satellite Awards | Beste montage          | William Hoy            | Gewonnen    |
| 2018 | Satellite Awards | Beste geluidseffecten  | Beste geluidseffecten  | Genomineerd |
| 2018 | Satellite Awards | Beste visuele effecten | Beste visuele effecten | Genomineerd |
| 2018 | Satellite Awards | Beste soundtrack       | Michael Giacchino      | Genomineerd |